# Caso Wallace
Il caso Wallace riguarda un omicidio per il quale fu prima condannato e poi assolto il marito della vittima, William Herbert Wallace; la moglie, Julia Dennis, venne trovate uccisa nel 1931 a Wolverton Street nel distretto di Anfield, a Liverpool. La condanna a morte del marito, per la prima volta nella storia britannica, venne annullata dalla Court of Criminal Appeal, dopo che fu concesso appello alla luce del riesame delle prove contro Wallace, che ritenne non sufficientemente provata il verdetto di colpevolezza. Il caso, con il suo particolare contesto, è stato a lungo soggetto di molteplici ipotesi e congetture e gli sono stati dedicati molti libri, venendo internazionalmente considerato come un caso di omicidio tra i più misteriosi. L'omicidio rimase irrisolto; attirò notevolmente l'attenzione dell'opinione pubblica e di esso si occuparono importanti scrittori come Raymond Chandler e P. D. James, venendo ritenuto alla stregua del mistero di Jack lo squartatore.

## Il contesto

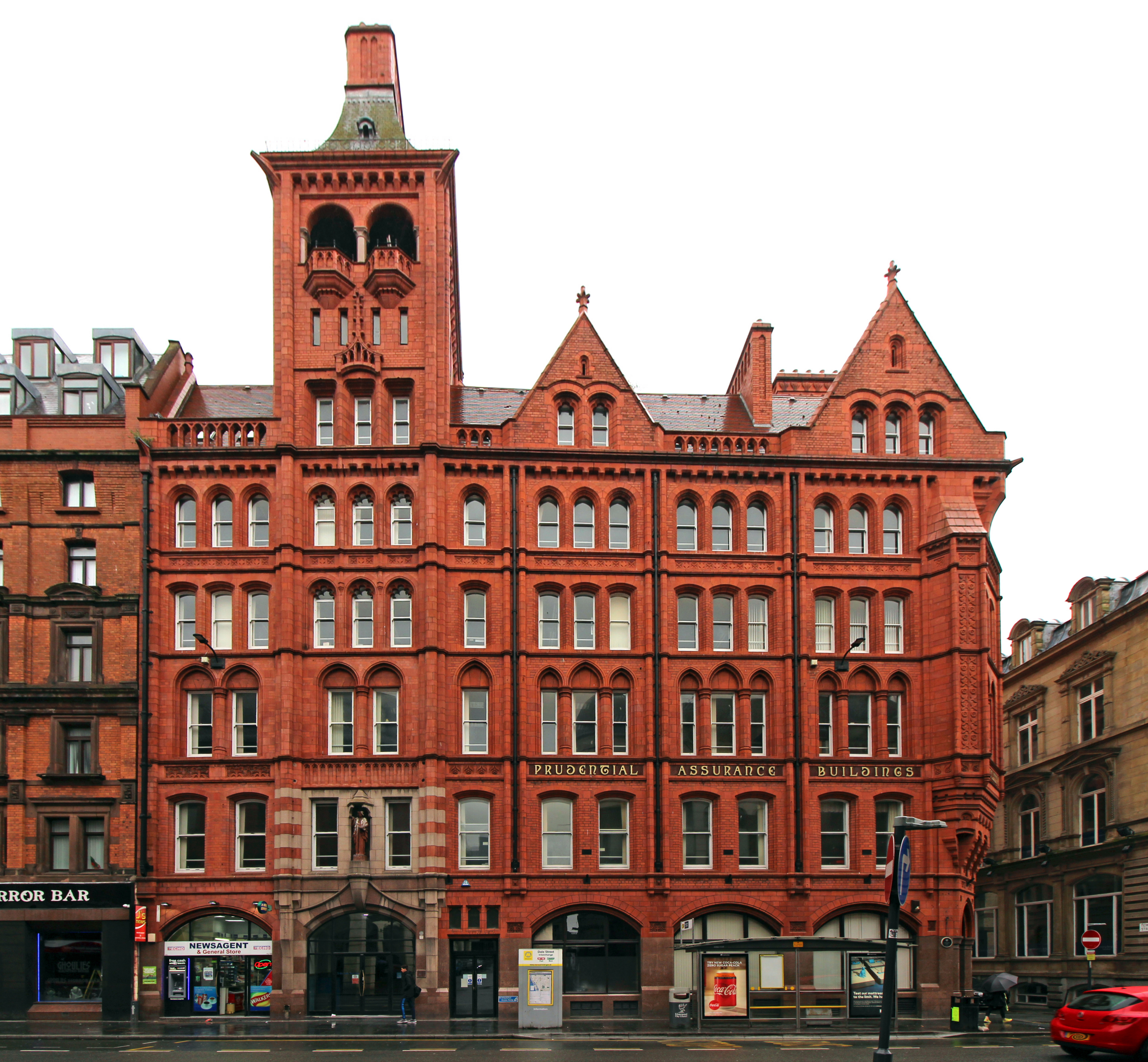
Il Prudential Assurance Building a Liverpool

William Herbert Wallace nacque a Millom, Cumberland, nel 1878. Aveva un fratello e una sorella minori. Dopo aver lasciato la scuola a quattordici anni, iniziò un apprendistato come commerciante di stoffe a Barrow-in-Furness, finito il quale trovò lavoro a Manchester presso la Messrs Whiteway Laidlaw & Company, sartoria delle forze armate britanniche, indiane e coloniali. Nel 1903, dopo 5 anni di servizio, ottenne un trasferimento nella filiale di Calcutta, dove rimase per 2 anni. Su suggerimento del fratello, che viveva a Shanghai, nel 1905 ottenne il trasferimento alla filiale cinese della Whiteway Laidlaw. Causa problemi ricorrenti ai reni, dovette richiedere il trasferimento in Inghilterra nel 1907, dove il rene sinistro gli fu asportato al Guy's Hospital. Poco si sa della vita di Wallace in questo periodo. Ottenne un posto di lavoro presso il Partito liberale ad Harrogate, arrivando a diventare election agent, la persona legalmente responsabile per l'andamento della campagna politica di un candidato. In questo periodo ad Harrogate conobbe Julia Dennis, che sposò nel marzo 1914. Fonti iniziali stabilirono che i due erano coetanei, ma nel 2001 James Murphy dimostrò dal certificato di nascita originale della donna che aveva in realtà diciassette anni più di Wallace. Il padre della Dennis era un agricoltore divenuto alcolista e ridotto sul lastrico che viveva a Northallerton. Dopo lo scoppio della prima guerra mondiale, furono sospese le elezioni e Wallace dovette nuovamente cercare lavoro. Grazie all'aiuto del padre riuscì a diventare addetto al recupero crediti presso la Prudential Assurance Company a Liverpool. I Wallace si trasferirono a Liverpool, nel quartiere di Anfield, nel 1915. Durante gli anni venti affiancò a tale lavoro quello di professore part time di chimica al Liverpool Technical College. Gli hobby con cui passava il tempo includevano la botanica, la chimica e gli scacchi, e imparò a suonare il violino per accompagnare la moglie, che era pianista, nelle serate musicali che organizzavano a casa, al 29 di Wolverton Street.

## L'omicidio

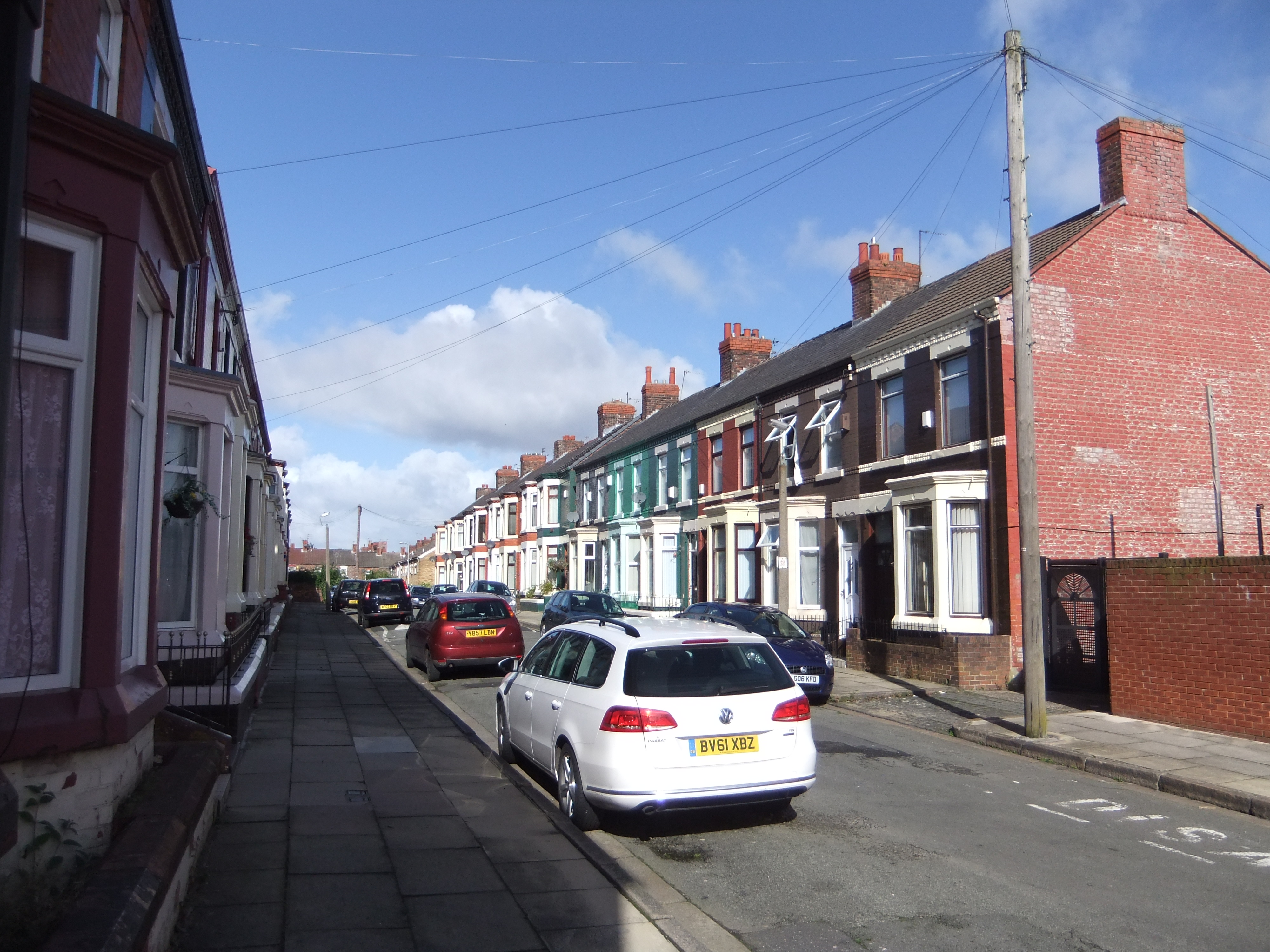
Wallace e la moglie vivevano al 29 di Wolverton Street ad Anfield. La fila di edifici fu costruita nel 1910.

Wallace, 52 anni, il pomeriggio del 19 gennaio 1931 si recò a un appuntamento al club degli scacchi, per una partita di scacchi già programmata. Dopo essere arrivato gli fu comunicato un messaggio telefonico a lui destinato, ricevuto circa 25 minuti prima che arrivasse e che comunicava che Wallace si sarebbe dovuto recare il giorno dopo al 25 di Menlove Gardens Est, a Liverpool, all'incirca alle 19.30, per discutere di una polizza assicurativa con un signore che disse di chiamarsi "R.M. Qualtrough".
Il giorno dopo Wallace si recò con un tram a sud della città all'ora richiesta, solo per scoprire che a Liverpool esistevano Menlove Gardens Nord, Sud e Ovest, ma non Est. Chiese informazioni lungo il percorso a un giornalaio e a un poliziotto, ma nessuno seppe aiutarlo a trovare l'indirizzo. Fece anche una telefonata al 25 di Menlove Gardens Ovest, e chiese informazioni a diversi passanti, senza successo.
Dopo aver cercato nel quartiere per circa 45 minuti, ritornò a casa. I suoi vicini, i Johnston, che stavano uscendo quella sera, incontrarono Wallace nel vialetto, mentre si lamentava di non riuscire a entrare in casa né dalla porta davanti né da quella sul retro. Mentre lo guardavano, Wallace riuscì ad aprire la porta sul retro. Dentro casa trovò il corpo della moglie Julia, uccisa con violenti colpi alla testa, nel salotto.

## Le indagini
Due settimane dopo l'omicidio Wallace venne arrestato. Rilasciò quindi due deposizioni volontarie, nonostante non fu mai interrogato dalla polizia in maniera approfondita. Gli fu ordinato però di presentarsi ogni giorno negli uffici della polizia investigativa dove gli venne chiesto se la famiglia aveva una donna delle pulizie, se avesse domandato all'uomo che al club degli scacchi gli aveva riferito il messaggio, se l'ora fosse effettivamente giusta, e se avesse parlato con qualcuno mentre cercava l'indirizzo che gli era stato dato. La polizia aveva scoperto che il telefono da cui era partita la chiamata era a soli 300 metri da casa di Wallace, nonostante la persona che ricevette la telefonata fosse abbastanza certa del fatto che non era lui ad aver telefonato. Ciò nonostante, la polizia iniziò a sospettare che "Qualtrough" fosse in realtà Wallace stesso.
La polizia era inoltre convinta del fatto che era possibile per Wallace uccidere la moglie e avere ancora il tempo di recarsi al punto in cui prese il tram. Tentarono di provarlo facendo fare lo stesso percorso a un detective giovane e allenato, una cosa che il 52enne con problemi fisici William Wallace difficilmente sarebbe riuscito a imitare. L'ora della morte fu anticipata di un'ora e mezza dalle 20 alle 18.30, nonostante non ci fossero prove che consentissero di effettuare questo spostamento orario con certezza.
Altro rompicapo nell'omicidio era rappresentato dal fatto che gli esami forensi avevano rivelato che l'assassino doveva per forza essersi sporcato del sangue della vittima, data la natura brutale dell'aggressione. Il vestito che Wallace stava indossando la sera dell'omicidio fu esaminato attentamente e non mostrava tracce di sangue. La polizia arrivò dunque alla teoria che un mackintosh, che fu inspiegabilmente trovato sotto il cadavere di Julia, era stato indossato da Wallace, nudo, per coprirsi dagli schizzi di sangue mentre compiva l'omicidio. Furono inoltre analizzati la vasca da bagno e i tubi di scolo della casa, che non mostravano alcuna traccia di recente utilizzo, e nessuna goccia di sangue.

## Processo e appello
Wallace fu accusato di omicidio nonostante avesse ripetutamente negato di avere nulla a che fare con la vicenda, e processato. Il Prudential Staff Union ritenne che Wallace fosse innocente e finanziò la sua difesa. Nonostante le prove contro di lui fossero unicamente circostanziali, e le dichiarazioni di un ragazzo del luogo che consegnava il latte — che era certo di aver parlato con Julia Wallace pochissimo tempo prima dell'uscita di casa del marito per andare a prendere il tram — Wallace fu giudicato colpevole dopo un'ora di discussione, e condannato a morte.
Tuttavia, per la prima volta nella storia giuridica della Gran Bretagna, nel maggio 1931 la Court of Criminal Appeal annullò il verdetto con la motivazione che "non era supportata da prove sufficienti", e Wallace fu così assolto.
Dopo il successo dell'appello, Wallace ritornò al lavoro nelle assicurazioni ma l'opinione pubblica della zona dove viveva e lavorava riteneva che fosse colpevole. Molti suoi precedenti clienti lo evitarono; ricevette lettere di odio e minacce. Persino i ragazzini intonavano una filastrocca: Julia Julia what happended to Julia? She's was chopped up! Chop Chop Chop. Killy Willy (Julia, Julia, cosa è successo a Julia? È stata fatta a pezzi! Taglia, taglia, taglia. Killy Willy). Wallace fu costretto a trovare un lavoro da impiegato nella sede centrale dell'azienda. Si spostò poi a vivere in un bungalow a Bromborough.
Meno di due anni dopo, e mentre lavorava ancora al 'The Pru', nel febbraio 1933, William Herbert Wallace morì a 54 anni di uremia e pielonefrite all'ospedale di Clatterbridge .
Nessun'altra persona fu accusata dell'omicidio, che rimane ufficialmente irrisolto.

## Teorie
- Negli anni sessanta, Jonathan Goodman, uno scrittore di gialli, fece indagini che lo portarono a un uomo che lavorava con Wallace al Prudential. Quest'uomo aveva fatto dei lavori di riscossione per Wallace nel 1928 mentre Wallace era malato. Wallace aveva le prove che il giovane non aveva versato tutti i premi riscossi. Ciò nonostante, Wallace non passò queste informazioni al Prudential. Circa un anno dopo il giovane lasciò la compagnia per un'altra compagnia di assicurazioni. Conosceva Julia Wallace molto bene. Goodman lo menzionò, senza farne il nome, nel suo libro The Killing of Julia Wallace.[16]
- Nel 1980, Roger Wilkes, editore, fece delle indagini sul caso per un programma radio che sarebbe andato in onda per il cinquantesimo anniversario del crimine nel 1981. Apprese che il sospettato da Goodman aveva fornito alla polizia un alibi per l'omicidio. L'alibi sarebbe stato una donna che frequentava. Dopo la morte di Wallace tuttavia, la donna si disse pronta a giurare che l'alibi dell'uomo fosse falso. Wilkes scoprì inoltre che la notte dell'omicidio, l'uomo era stato in un garage della zona. Aveva usato il getto d'acqua ad alta pressione per pulire la macchina dentro e fuori, e un meccanico del garage aveva notato un guanto sporco di sangue nell'auto.[17] Wilkes cercò di rintracciare l'uomo, ma scoprì che era morto qualche mese prima. Il suo nome era Richard Gordon Parry,[18] un giovane impiegato nell'impresa di Wallace. Nel 1931 Parry era un giovane di 22 anni, in possesso di una macchina, e con uno stile di vita che lo portava sempre a essere a corto di soldi. Wilkes riteneva che Parry sapesse che le riscossioni di Wallace sarebbero state quel giorno a casa di Wallace in una scatola. Dal momento che conosceva di persona la moglie, non sarebbe stato un problema per lui farsi aprire, dopo aver effettuato la chiamata al club degli scacchi per far uscire William di casa. Wilkes fece il nome di Parry nella radio, e sviluppò la sua teoria in un libro.[19]
- In un articolo sul Sunday Times Magazine dell'ottobre 2013, la scrittrice P.D. James fece riferimento alle conclusioni di Goodman e Wilkes, ma ipotizzò che Parry si finse "Qualtrough" con la chiamata al club di scacchi per vendicarsi di Wallace che lo aveva dipinto come disonesto con i suoi colleghi. Concluse che Wallace era effettivamente l'assassino, e che si era coperto nel mackintosh trovato sulla scena del crimine, e che sarebbe stato assolutamente possibile per lui compiere il delitto nei tempi ipotizzati quella sera. Credeva che "alla fine giustizia è stata fatta, anche se solo quella fallace degli uomini".[20] Detto questo non ci furono prove che Wallace avesse denunciato Parry, né che lo avesse ricattato.
- Nel 2018, l'autore Antony M. Brown esaminò tutte le teorie pubblicate, basandosi sulle prove e in maniera logica, nel suo libro Move to Murder,[21] prima di concludere che una teoria mai pubblicata prima "è la spiegazione migliore per uno dei più complessi casi della storia criminologica britannica." La sua teoria era che Richard Gordon Parry era la mente dietro una rapina, che divenne omicidio quando il suo complice, mai identificato, incontrò Julia Wallace in salotto, dopo essere entrato in casa qualificandosi come “Qualtrough”.

## Nella cultura di massa
Molte persone si sono negli anni interessati del caso alcuni convinti della colpevolezza di Wallace, altri della sua innocenza. Molte caratteristiche del caso hanno attirato l'attenzione di scrittori di gialli: il comportamento impassibile di Wallace durante tutta la vicenda, il suo svilupparsi come in una partita a scacchi, il fatto che tutti gli indizi possano essere interpretati in due modi, uno per l'innocenza di Wallace, l'altro per la sua colpevolezza.

### Citazioni celebri
- 'Questo omicidio, credo, non ha eguali nella storia del crimine . . . un omicidio così ideato e compiuto che non rimane altro che puntare chiunque come possibile assassino.' (Mr. Justice Wright, riassunto in R v Wallace)
- 'L'omicidio Wallace non ha elementi chiave e finisce, infatti, in stallo.’ (Dorothy L. Sayers in The Anatomy of Murder)
- 'Fu programmato con estrema cura ed immaginazione. Sia che Wallace fosse l'assassino, sia che non lo fosse. Se non era lui, allora è l'omicidio perfetto.' (James Agate in Ego 6)
- ‘Tutti i fatti accaduti in questa vicenda sono stati accettati sia dall'accusa che dalla difesa, ma ogni elemento di prova può essere letto in due modi contrapposti ’ (John Rowland in The Wallace Case)
- ‘Chiunque abbia ucciso Julia Wallace ha raggiunto l'obiettivo come pochi assassini. Il suo è stato il crimine perfetto, nascosto, senza movente, senza spiegazione, impunito’ (Winifred Duke in Six Trials)
- ‘Il caso iniziò ad assumere la caratteristica per il quale è famoso; non tanto il fatto che il peso delle prove poteva essere attribuito ad innocenza o colpevolezza di Wallace, ma tutte le prove del caso puntavano in maniera egualmente convincente in entrambe le direzioni.’ (F. Tennyson Jesse in Checkmate)
- '[Il caso Wallace] è più che un classico, è il classico della criminologia.' (John Brophy in The Meaning of Murder)
- ‘... come esercizio mentale, come sfida al potere della deduzione di analisi di ciascuno, il caso Wallace fa storia a sé. Ha tutto il fascino esasperante e frustrante di un problema di scacchi che finisce in uno scacco perenne. ... ogni circostanza che dal caso viene estratta finisce per sostenere due ipotesi tra loro incompatibili; saranno egualmente consistenti con innocenza e colpevolezza. È in maniera netta il caso dove ogni cosa viene cancellata da qualcos'altro.’ (Edgar Lustgarten in Verdict in Dispute)
- ‘Il caso Wallace è impareggiabile tra tutti i casi di omicidio ... lo chiamo il delitto impossibile, perché Wallace non può averlo compiuto, ma nessun altro può averlo fatto. ... Il caso Wallace è imbattibile; sarà sempre imbattibile.’ (Raymond Chandler, in Raymond Chandler Speaking)
- `Ancora irrisolto, affascinante nelle sue trasformazioni, tipiche degli anni trenta. Non sarebbe potuto accadere in nessun altro periodo storico, non nel modo in cui è avvenuto... ciò che è interessante è come tutte le prove raccolte, possono supportare sia l'accusa che la difesa, a seconda di come le guardi.′ (P. D. James in The Murder Room, attraverso il personaggio Conrad Ackroyd).[22]
- ‘Il caso Wallace del 1931 è ricordato come il classico giallo inglese, un labirinto di indizi e false piste che portano ovunque tranne, sembra, all'identità dell'assassino' (Roger Wilkes, editore, The Mammoth Book of Unsolved Crimes, 2005)

### Narrativa
- Il libro di P.D. James del 1982 Un indizio per Cordelia Gray, racconta la storia dell'omicidio di Lady Ralston ispirandosi al vero caso Wallace. La scrittrice si ispirò al caso anche per il libro La stanza dei delitti, libro della serie di Adam Dalgliesh.

### Televisione
- Un film televisivo basato sul caso, Killer in Close-Up: The Wallace Case, scritto da George F. Kerr, fu prodotto dal canale televisivo di Melbourne ABV-2, andando in onda il 20 Novembre 1957.
- Un famoso documentario, dal titolo Who Killed Julia Wallace?, fu prodotto dalla Yorkshire TV nel 1975, con Eric Longworth nel ruolo di William Herbert Wallace.
- Un altro film televisivo basato sul caso, The Man from the Pru, è del 1990, con Jonathan Pryce, Anna Massey, Susannah York e Tom Georgeson. Puntava fortemente alla colpevolezza di Parry.
- Nell'ottobre 2013, il caso Wallace apparve nella serie della BBC Four A Very British Murder, diretto da Lucy Worsley.